# Lordsburg, Novi Meksiko
Lordsburg je grad u okrugu Hidalgu u američkoj saveznoj državi Novom Meksiku. Prema popisu stanovništva SAD 2000. u Lordsburgu je živjelo 3379 stanovnika. Sjedište je okruga.

## Zemljopis
Nalazi se na 32°20′49″N 108°42′26″W / 32.34694°N 108.70722°W. Prema Uredu SAD-a za popis stanovništva, zauzima 22 km2 površine, sve suhozemne.

## Stanovništvo
Prema podatcima popisa 2000. u Lordsburgu bilo je 3379 stanovnika, 1220 kućanstava i 854 obitelji, a stanovništvo po rasi bili su 80,70% bijelci, 0,56% afroamerikanci, 0,77% Indijanci, 0,50% Azijci, 13,97% ostalih rasa, 3,49% dviju ili više rasa. Hispanoamerikanaca i Latinoamerikanaca svih rasa bilo je 74,43%.

## Vanjske poveznice
- Trgovinska komora  Arhivirana inačica izvorne stranice od 14. veljače 2015. (Wayback Machine)